# 김해 여고생 살인 사건
김해 지역 여고생 살인 사건(金海女高生殺人事件)은 2014년 4월 10일 경상남도 김해시에서 여고생 윤모 양이 20대 남성 3명과 15살 또래 여학생 4명(여중생 등)에게 갖은 구타와 학대, 성매매 강요를 당한 끝에 사망하자, 증거 인멸을 위해 시체에 불을 지르고 반죽한 시멘트를 부어 범행을 은폐하려한 사건이다.

## 사건 개요
피해자인 윤 모양은 지난 2014년 3월 15일 경 피의자인 허씨(24)의 친구인 김씨(24)를 따라 가출한 후, 부산의 한 여관에서 지냈으며, 피고인들은 피해자인 윤양에게 성매매를 강요하였다. 이후, 2주 뒤인 3월 29일 윤양이 집으로 돌아갔으나, 자신들이 성매매를 저지른 사실이 밝혀질까봐 두려워 윤양을 울산의 한 모텔로 다시 데려온 후 성매매 뿐만 아니라 폭행까지 저질렀다. 피고인들은 냉면 사발에 소주 두 병 정도의 분량을 부어 먹이고, 토사물을 억지로 먹이게까지 했을 뿐만 아니라, 심지어 피해자인 윤양의 팔에 끓는 물을 붓는 엽기적인 행각을 저질렀다. 결국, 윤양은 4월 10일 경 모텔 인근 주차장에서 급성 심정지로 숨을 거뒀고, 피의자들은 4월 11일 창녕군에 위치한 과수원으로 시신을 옮긴 후 묻기 전에 추후 신원을 확인하지 못하게 하기 위해 시신의 얼굴에 휘발유를 뿌린 뒤 불을 붙인 후 시멘트를 뿌려 암매장하였다.
경찰은, 피해자 윤양을 살인 및 시체를 유기한 혐의로 여중생 양모(15), 허모(15), 정모(15)양을 구속 기소했다. 이들은 각각 현재 창원구치소와 대전구치소에 각각 수감된 상태이며, 1심 재판을 받고 있는 중이다. 창원지검 김영대 차장검사는 '범행수법이 잔혹해 법정 최고형을 구형하는 등 중벌에 처할 방침이다'라고 밝혔다.

## 재판과정
|             | 창원지법 (14.11.11) | 부산고법 (15.4.2) | 대법원 (15.7.13)  |
| 양 모(15)양 | 장기 9년 단기 6년   | 장기 9년 단기 6년 | 장기 9년 단기 6년 |
| 허 모(15)양 | 장기 8년 단기 6년   | 장기 7년 단기 4년 | -                 |
| 정 모(15)양 | 장기 8년 단기 6년   | 장기 7년 단기 4년 | -                 |

|             | 대전지법 (15.2.13) | 대전고법 (15.7.24)                | 대법원 (15.12.23) |
| 이 모(25)씨 | 무기징역           | 무기징역 (위치추적 전자장치 30년) | 파기환송          |
| 허 모(24)씨 | 무기징역           | 무기징역 (위치추적 전자장치 30년) | 원심확정          |
| 이 모(24)씨 | 징역 35년          | 징역 35년                         | 원심확정          |
| 양 모(15)양 | 장기 10년 단기 7년 | 장기 9년 단기 6년                 | 원심확정          |

## 미디어
- SBS TV : 《궁금한 이야기 Y》

## 같이 보기
- 여고생 콘크리트 살인 사건
- 사세보 여고생 살해 사건
- 고유정 사건
- 수원 토막 살인 사건
- 인천 중학생 추락사 사건
- 헬로키티 살인 사건